# カステロリゾ島
カステロリゾ島（カステロリゾとう、Καστελόριζο / Kastelorizo）は、地中海東部のアナトリア半島沿岸に位置するギリシャ領の島である。公式名称はメギスティ島（Μεγίστη / Megisti）。ギリシャ共和国最東部の島である。ロドス島とアンタルヤのほぼ中間に位置し、トルコ沿岸から僅か3kmの距離にある。

## 名称
カステロリゾ島は「カストロリゾ島」とも呼ばれる。
カステロリゾとは、城を意味する「Kastelo」（イタリア語のCastelloより）に起源を持つ語であり、後半の「rizo」は、
- イタリア語の「rosso」（赤：島の赤みを帯びた岩か、ロドス島騎士団の紋章の色）
- ギリシア語の「rizon」（根：城が建設された折のスロープより）、
- フランス語の「horizon」（水平線：14世紀にこの島を占領したロドス島騎士団の風景を見た印象より）

のいずれかに由来すると考えられている。
公式名称のメギスティ（Μεγίστη）は、「最大」を意味するギリシア語であり、カステロリゾ島とその周辺の島嶼の中では最大であることからこの名が付いた。なお、カステロリゾ島自体は、ドデカネス諸島の中では最も小さい島であり、僅か9.2km2の面積しかない。
なおイタリア語ではカステロッソ島（Castelrosso）、トルコ語ではメイス島（Meis）ないしクズルヒサル島（Kızılhisar）と呼ばれる。

## 地勢

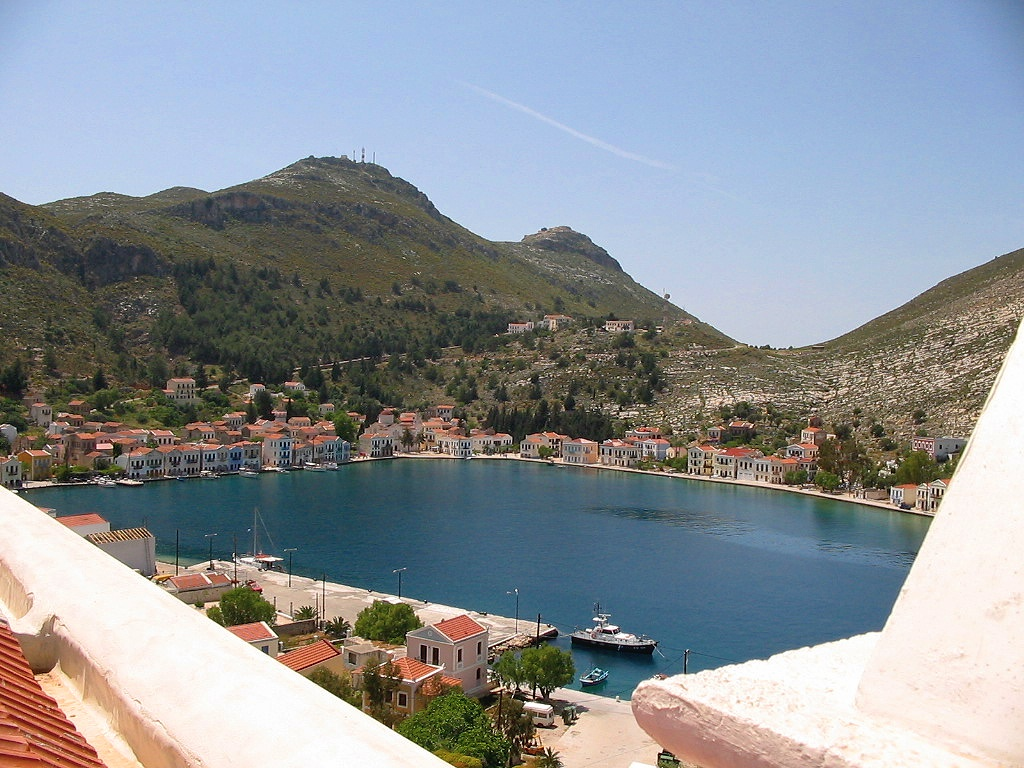
カステロリゾ島の湾内の写真

地中海東部に存在する島であり、ドデカネス諸島の一部ではあるがエーゲ海に存在する島ではない。アナトリア半島のリキア地方の沖合3kmに位置し、6km×3km程の北東から南西へ向かう三角形の島で、面積は9.2km2。北端のAgios Stefanos岬からカシュまでの距離は2,250mしかない。東のNifti岬との間は湾となっており、この島で唯一の街がある。
島は山がちで沿岸部も高く荒れており、西部への移動は容易ではない。土壌は石灰岩からなり、少量のオリーブ・ブドウ・豆などが生産される。また、島には飲料水の水源が欠けている。
南東5海里の距離にあるストロンギリ島が、ギリシャ最東端の領土となっている。

### 洞窟
新生代から中生代にかけての地層に植物を欠き、石灰岩が多くを占めていたことから、数多くのカルスト地形が見られる。海中の洞窟も多く、青の洞窟（Blue Grotto）と呼ばれる洞窟の他、2006年には多数の洞窟が確認された。

## 現状
湾に沿って島で唯一の居住地が広がっている。沿岸部にある建物の多くは白く塗られ、窓や戸は明るい色調となっているが、内陸部の建物は廃墟となっている。これは、20世紀初めには15,000人の住民がいたが戦災により島を離れ、沿岸部のみが修復されたためである。
内陸にはロドス島騎士団の築いた城が残っており、対岸のカシュから、沿岸部の街並みと併せて美しい風景を望むことが出来る。また、博物館、ドーリア式の墓所などもあり、街の西の丘には紀元前4または3世紀頃のギリシア人が築いたと見られる城跡がある。
最大の観光資源でもある青の洞窟は、島の南東部に位置している。有名なカプリ島の青の洞窟よりも規模は大きいが、入り口の高さが1m程しかないため、海が穏やかでなければ入ることは出来ない。
ロドス島からオリンピック航空が就航している他、対岸のトルコ・カシュや、ロードス島などからフェリーによる渡航も可能である。